# Кич, Рэй
Рэй Кич (англ. Charles Raymond Keech; 1 мая 1900, Котсвилл, Пенсильвания — 15 июня 1929, Tipton, Пенсильвания) — американский автогонщик, победитель гонок «Detroit Indy Grand Prix» и «500 миль Индианаполиса», обладатель мирового рекорда скорости на автомобиле.

## Биография

### Рекорд скорости
22 апреля 1928 года Кич установил рекорд скорости на суше в 207,55 миль/ч (334,02 км / ч). Рекорд был установлен на трассе в Дейтона-Бич на автомобиле «White Triplex» с тремя двигателями внутреннего сгорания общим объёмом 81 литр.
Его рекорд был побит Генри Сигрейвом 11 марта 1929 года на автомобиле «Golden Arrow». В 1929 году владелец «White Triplex» Дж. М. Уайт попросил Кича попытаться побить рекорд Сигрейва на своём автомобиле, но Кич отказался. Тогда Уайт нанял Ли Байбла, который погиб во второй попытке установить новый рекорд.

### Участие в автогонках
В 1928 году Кич выиграл первую гонку на гоночной трассе штата Мичиган, занял второе место в AAA Contest Board и выиграл «Detroit Indy Grand Prix». На следующий год Кич победил в гонке «500 миль Индианаполиса».

### Смерть
Кич погиб через шестнадцать дней после своей победы в Индианаполисе в 200-мильной гонке близ Алтуны 15 июня 1929 года. Был похоронен на кладбище Хефзиба в округе Честер (штат Пенсильвания).